# Carlo Martelli
Carlo Martelli (Londen, 12 december 1935) is een Brits componist, violist en altviolist.
Hij is zoon van een Italiaanse vader en Britse moeder. Hij groeide op in Richmond, een voorstadje bij Londen. Hij werd al snel aangetrokken tot de muziek, door de muziek van Ludwig van Beethoven en Robert Schumann. Zijn muziekopleiding begon derhalve ook al vroeg aan de Royal College of Music, eerst als deelstudent en daarna als volledig student. Zijn docenten waren Bernard Stevens en William Lloyd Webber. Nog in opleiding zijnde schreef hij ook al zijn eerste symfonie, die later zoekraakte. Zijn talent kan worden teruggezien in het feit dat hij al op zeer jeugdige leeftijd zijn eerste strijkkwartet schreef (opus 1), strijkkwartetten worden algemeen gezien als het ultieme dat je als componist kan schrijven. In 1954 begon hij aan zijn Symfonie nr. 2 (door het verloren gaan van nr. 1 later alleen aangeduid als Symfonie), dat opus 4 meekreeg. Net als voor zijn tijdgenoten Peter Maxwell Davies, Harrison Birtwistle en Richard Rodney Bennett lag er een grote doorbraak op de loer, totdat de muziekwereld en ook de BBC geheel richting van de moderne(re) muziek opging. Hij werd violist en altviolist bij het Royal Philharmonic Orchestra en London Symphony Orchestra. 
Hij wendde zich tot het schrijven van filmmuziek, waarvan de muziek voor The Curse of the Mummy's Tomb uit 1964 wellicht het bekendst werd. Later keerde hij terug naar het strijkkwartet en arrangeerde daar talloze stukken muziek voor, met namen werken uit de lichtere genres (musical en toneelmuziek). Hij schreef zelf ook lichte muziek. Van hem is bekend dat hij een aantal symfonieën van Beethoven omwerkte tot werken voor strijkkwartet. Martelli bleef verder werken aan zijn oeuvre, waarbij er in de jaren negentig opera's uit zijn pen vloeiden (A Monkey's Paw en The Curse of Christopher Columbus). Andere werken uit die tijd zijn een Prelude en fuga voor achttien altviolen. In 1998 werd al aangekondigd dat er onderhandelingen waren voor een opname van zijn Symfonie, ze werden pas in 2010 bewaarheid.

## Symfonie
Zijn (Tweede) symfonie had wat voeten in aarde. Martelli wilde een eendelige symfonie schrijven, maar Malcolm Arnold raadde hem aan er meerdere delen aan te koppelen. De muziek kreeg dan uiteindelijk het klassieke vierdelige uiterlijk, waarbij het langzame en het slot deel aan e1kaar gekoppeld zijn. Deel 1 is de vlotte opening in Allegro, waarvan Martelli later zei dat hij een Beethoviaanse opening wilde schrijven. Als voorbeeld nam hij de tiende symfonie van Dmitri Sjostakovitsj, die dat ook had geprobeerd, maar zelf vond dat hij daar niet in was geslaagd. Martelli vond in eerste instantie wel dat hij daarin geslaagd was, maar erkende bij de genoemde plaatopname dat dat voornamelijk op drijfzand was gebaseerd. Deel twee is het scherzo in allegretto. Het uitdiepende deel in largo gaat naadloos over in de finale in opnieuw allegro. De recensenten vonden wel enige knipogen naar de tiende symfonie van Sjostakovistj, die dat werk in 1953 opleverde. Na een goede start na de première in oktober 1957 door het London Symphony Orchestra onder leiding van Norman Del Mar en andere uitvoeringen raakte het werk totaal in de vergetelheid als gevolg van de eerder genoemde draai van de muziekwereld. Pas in 2011 werd het opgenomen door het Royal Scottish National Orchestra onder leiding van Martin Yates voor het platenlabel Dutton Vocalion in hun serie van vergeten Britse klassieke muziek.
- Bibliothèque nationale de France: cb15035736m (data)
- Gemeinsame Normdatei: 1128849666
- International Standard Name Identifier: 0000 0000 5358 2789
- Library of Congress Control Number: no97057732
- MusicBrainz: 06f16298-56f2-4a18-a0d9-ccab4c26d8ba
- Nationale Bibliotheek van Israël: 987007282075105171
- SNAC: w6cq172n
- Virtual International Authority File: 280980951